# アーカムそして星の世界へ
『アーカムそして星の世界へ』（アーカムそしてほしのせかいへ、原題：英: To Arkham and the Stars）は、アメリカ合衆国の小説家フリッツ・ライバーが1966年に発表した短編小説。クトゥルフ神話の一つ。単行本『ポーの末裔その他の断片』（アーカムハウス）に収録された。現実のアーカムの街を訪れ、ラヴクラフト作品で描かれた事件のその後を知るという内容のメタフィクション作品。特に『闇に囁くもの』と『ダニッチの怪』の2事件がほぼ同時に起こっているという疑問へのアンサーでもある。そしてラヴクラフトが実は生きていたという真相を描く。
東雅夫は『クトゥルー神話辞典』にて「ラヴクラフトとアーカムに捧げた強烈なオマージュ」、「神話小説中とびきりの異色作。これはラヴクラフトの作品と登場人物がすべて実在のものだったという設定のもとに描かれた、現代のアーカム訪問記なのだから。1937年3月14日が何の日にあたるかは、あえて付言するまでもあるまい」と解説している。
『クトゥルフ神話ガイドブック』は「ミスカトニック大学を訪問し、教授連からラヴクラフトが描いた事件の裏話を聞くというファン好みの掌編」「まさに、ファンのお遊びというべき掌編だが、これこそクトゥルフ神話というムーブメントの本質かもしれない」と解説している。また特にミ＝ゴに着目して、旧支配者と異なり、明確な脅威とはなりにくかった陰謀家ミ＝ゴに「好意的な立場を取った」作品であることを強調している。
1960年代の宇宙開発と冷戦時代が反映されている。1961年にはソビエト連邦のユーリイ・ガガーリンが人類初の宇宙飛行に飛び立ち、本作発表の翌1967年にはアメリカのニール・アームストロング宇宙飛行士が月面に立っている。またミスカトニック大学や禁断の文献の軍事利用を目論む権力や他国の存在にも言及される。
本作品が収録されている単行本には、巻末解説として大瀧啓裕による「迷宮の地理学」が収録され、ラヴクラフトの舞台設定についても解説されている。

## 物語

### 出来事の時系列と関連する人物
- 19XX年：『戸口にあらわれたもの』：アプトン（殺人罪）
- 1928年9月12日：『闇に囁くもの』完。：ウィルマース教授
- 1928年9月15日：『ダニッチの怪』完。：アーミティッジ教授、ライス教授、モーガン教授
- 1930-1931年：『狂気の山脈にて』：ダイアー教授、院生ダンフォース（発狂）
- 1931年：『魔女の家の夢』：アパム教授、エラリイ教授
- 1935年：『時間からの影』：ピースリイ教授父子、ダイアー教授
- 1937年3月15日：ハワード・フィリップス・ラヴクラフトが死去
- 196X年9月14日：本作品

### あらすじ
アーカムは近代化し、空港や高速道路も整備された。196X年9月14日、「わたし」はアーカムに赴く。夕刻にアーカム駅に到着した後、荷物をアーカムハウスに預け、ミスカトニック大学へと向かう。わたしはウィルマース教授に出迎えられ、続いて名だたる出来事の当事者たる教授連に歓迎される。教授連は、南極の古のものと協力関係にあることを語る。州や政府や軍は、ミスカトニック大学を取り込みたいと画策しているが、大学側は徹底拒否し、機関の独立を貫いている。
深夜零時を迎え、日付が変わる。9月15日は、ダニッチ事件を終わらせた記念日である。わたしとウィルマース教授の2人は、新しい本館の後ろに葬られたアーミティッジ教授の墓参りへと向かう。道すがら、わたしはウィルマース教授にかねてからの疑問を尋ねる。「『闇に囁くもの』と『ダニッチの怪』の両事件がほぼ同時なのは、ただの偶然なのか？」
ウィルマース教授は「ユゴス星人たちは、ヨグ＝ソトース召喚を阻止すべく、人間、特にミスカトニック大学の教授たちに接触したのだ」と回答する。いまや教授はユゴス星人と深い連携にある。またユゴス星人たちは「1937年3月14日夜半に、死に瀕していたある紳士の脳を、摘出して宇宙に運び出した」という。2人は星空を見上げて、宇宙を飛び回っている紳士の頭脳に思いを馳せ、アーミティッジ教授の墓へと足取りを進める。

### 主な登場人物
- わたし - 語り手。
- アルバート・ウィルマース教授 - 英文学教授。民俗学にも詳しい。70歳以上。
- アパム名誉教授 - 数学教授。
- フランシス・モーガン名誉教授 - 医学・比較解剖学教授。ダニッチ事件の三教授で唯一存命。
- ナサニエル・ピースリイ名誉教授 - 経済学・心理学教授。
- ウィンゲート・ピースリイ名誉教授 - 心理学教授。ナサニエル教授の子息・1900年生まれ。
- ウィリアム・ダイアー名誉教授 - 地質学教授。
- エラリイ教授 - 物理学教授・原子力研究所所長。
- ヘンリー・アーミティッジ教授 - 故人。元・図書館長。大学敷地内に墓地がある。
- ダニエル・アプトン - 言及のみ。建築家。無罪判決が下された後、アーカム各所の建築物を多数設計。
- ダンフォース助教授 - 言及のみ。精神異常の治療に成功した後、心理学者となる。
- 「プロヴィデンスの紳士」 - 名前の言及なし。アーカム周辺の奇怪な出来事を記録した小説家。1937年3月に死去。

## 収録
- 『クトゥルー4』青心社、後藤敏夫訳

## 関連作品
- タイタス・クロウ・サーガ - ブライアン・ラムレイの作品。ウィルマース教授が設立した組織が邪神と戦うオカルトアクション。